# Leonid Šamkovič
Leonid Aleksandrovič Šamkovič, noto come Leonid Shamkovich in occidente (in russo Леони́д Шамко́вич?; Rostov sul Don, 1º giugno 1923 – Brooklyn, 22 aprile 2005), è stato uno scacchista russo naturalizzato statunitense.
Grande maestro dal 1965, nel 1975 lasciò l'Unione Sovietica e si trasferì in Israele. L'anno successivo si trasferì in Canada e poco dopo negli Stati Uniti, dove rimase fino alla morte.
Tra i suoi migliori risultati il primo posto, alla pari con Nikolaj Krogius, Vladimir Simagin, Boris Spasskij e Aleksandr Zajcev nel Chigorin Memorial di Soči nel 1967.
Altri risultati:
- 1956 :  vince a Kislovodsk il Campionato della Repubblica Socialista Federativa Sovietica Russa;
- 1961 :  secondo nel campionato di Mosca, dietro a David Bronštejn;
- 1962 :  terzo nel campionato di Mosca, dietro a Jurij Averbach e Evgenij Vasjukov;
- 1965 :  terzo a Mariánské Lázně, dietro a Paul Keres e Vlastimil Hort;
- 1967 :  pari primo-terzo a Salgótarján con Bilek e Bárczay;
- 1969 :  primo a Costanza;
- 1975 :  vince il campionato open del Canada;
- 1976 :  vince il torneo di New York;
- 1976 :  vince il Campionato USA open di Fairfax, alla pari con Anatolij Lejn;
- 1977 :  vince il Campionato USA open di Columbus, alla pari con Andrew Soltis e Timothy Taylor;
- 1978 :  3º-4º nel Campionato degli Stati Uniti.

Nel 1980 partecipò con la nazionale USA alle Olimpiadi di La Valletta, ottenendo in 2ª riserva il risultato di +2 =4 –1 (perse contro Garri Kasparov).
Leonid Shamkovich ha scritto diversi libri di scacchi, tra cui Sacrifice in Chess. Nel libro egli scrive: - « Un vero sacrificio comporta un cambiamento radicale nella posizione e non può essere effettuato senza lungimiranza, fantasia e la disponibilità a rischiare. »